# Pieter Plas
Pieter Plas (Alkmaar, 2 maart 1810 – Alkmaar, 1 oktober 1853) was een Nederlands schilder en tekenaar.

## Leven en werk
Plas was een zoon van Louwerencius (Laurens) Plas sr. (1776-1847) en Neeltje Bergen. Hij was, net als zijn vader, aanvankelijk huis- en rijtuigschilder. Hij leerde de eerste beginselen vermoedelijk van zijn vader en kreeg les van Adrianus de Visser, stadstekenmeester van Alkmaar. In de periode 1835 - 1837 woonde hij in Hilversum, waar hij lessen volgde bij Jan van Ravenswaay en Willem Bodeman. Vanaf 1836 nam hij deel aan diverse tentoonstellingen van Levende Meesters. Terug in Alkmaar was hij werkzaam als landschapsschilder en tekenleraar. Tot zijn leerlingen behoorden George ten Berge, Hendrik Lot en de schrijver en latere gemeentearchivaris Cornelis Bruinvis. Van 1846 tot 1848 woonde Plas te Haarlem, waarna hij weer terugkeerde naar Alkmaar. Plas was directeur van het in 1831 opgericht Alkmaars Tekengenootschap Kunst Zij Ons Doel.
Plas trouwde in 1841 met Catharina Alida ten Berge. Een broer van haar was schilder George ten Berge (Plas' leerling) en een zuster van haar trouwde met  Willem Vester. Pieter Plas overleed in 1853, op 43-jarige leeftijd. Zijn werk is opgenomen in de collecties van onder andere het Stedelijk Museum Alkmaar, Museum Willet-Holthuysen, het Rijksmuseum Twenthe en het Rijksprentenkabinet.

## Enkele werken

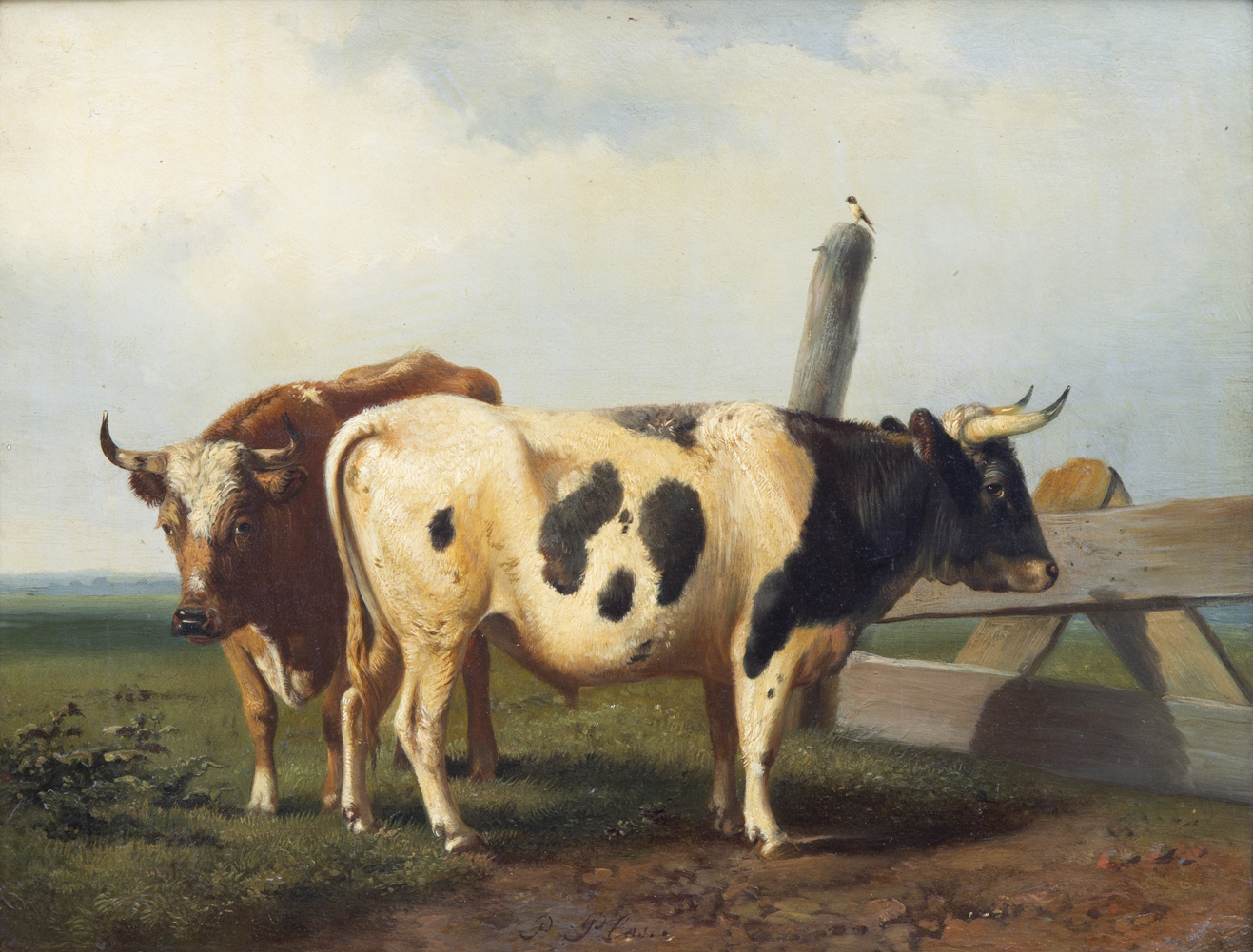
Twee stieren
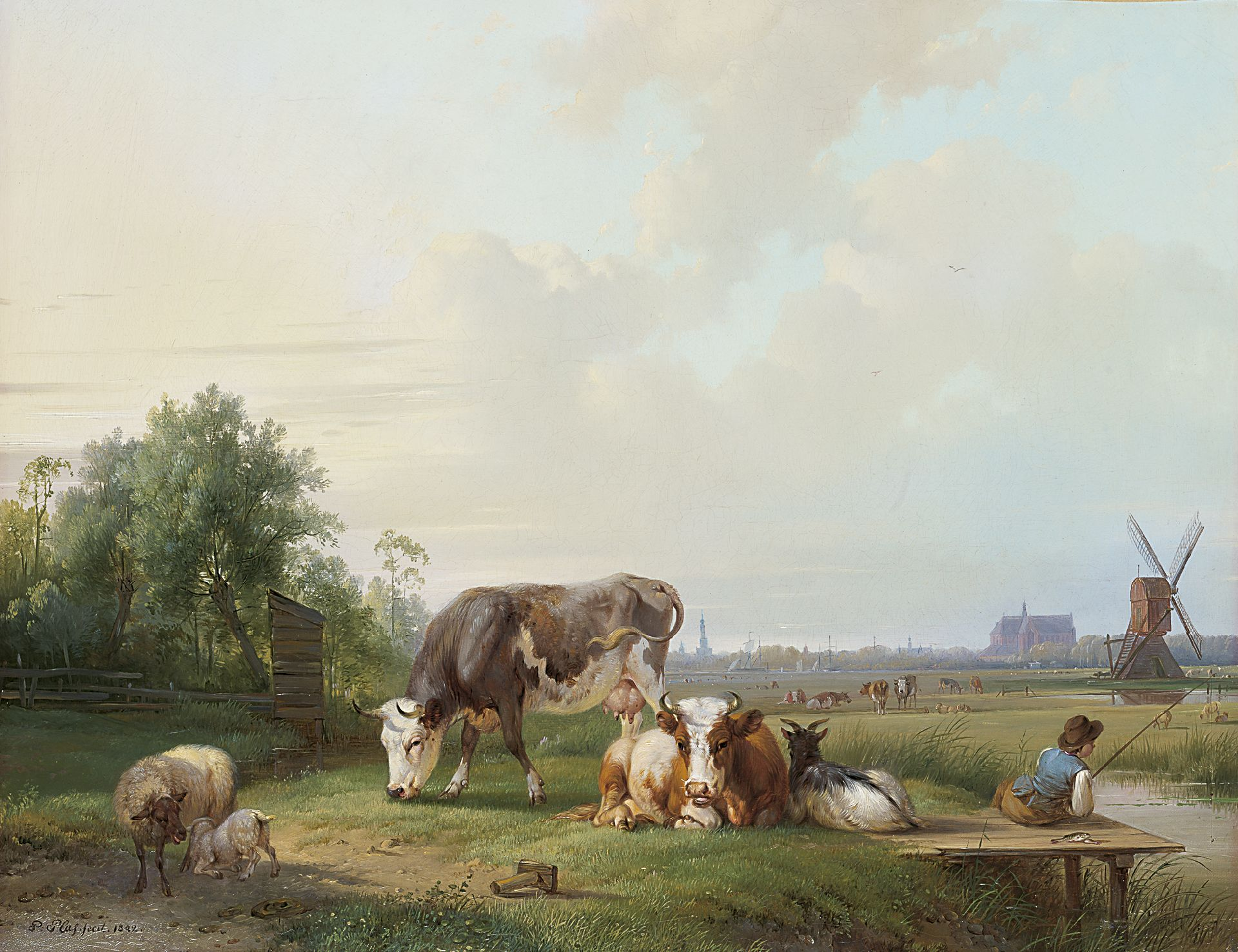
Rustend vee en hengelaar in een landschap, met Alkmaar in het verschiet
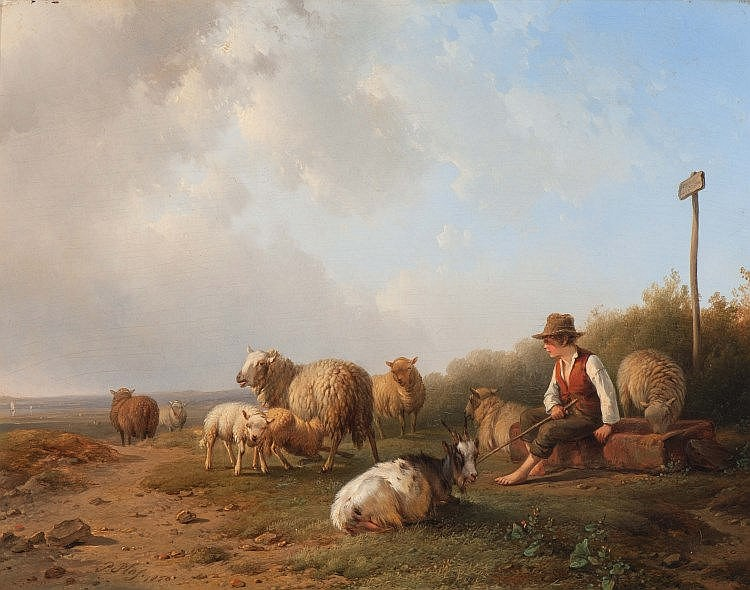
Herdersjongen met schapen